# Universitat de Ratisbona
La Universitat de Ratisbona (en alemany: Universität Regensburg) és una universitat pública d'investigació situada a la ciutat medieval de Ratisbona, a la regió alemanya de Baviera, una ciutat que figura a la llista del Patrimoni Mundial de la UNESCO. La universitat va ser fundada el 18 de juliol de 1962 pel Landtag o Parlament de Baviera com la quarta universitat de ple dret de Baviera. Després de la innovació el 1965, la universitat s'obrí oficialment als estudiants el 1967, i s'allotjaren inicialment les facultats de Dret i Ciències Empresarials i Filosofia. Durant el semestre d'estiu de 1968 es va crear la facultat de teologia. Actualment, la Universitat de Ratisbona acull onze facultats. La universitat participa activament en el Programa Sòcrates de la Unió Europea i en diversos programes 'Tempus'. L'acadèmic més famós, el papa Benet XVI, hi va exercir de professor fins al 1977 i mantingué formalment la seva càtedra de teologia.